# Zollvereinsniederlage

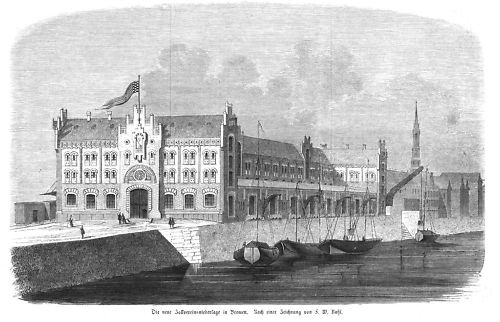
Zollvereinsniederlage in Bremen; Weserbahnhof von 1860

Zollvereinsniederlagen waren im 19. Jahrhundert Niederlassungen des Deutschen Zollvereins in Städten außerhalb des Zollgebiets. Sie bestanden – ähnlich wie Freihäfen – aus räumlich abgegrenzten und zolltechnisch gesicherten Lagerhauskomplexen, die an Handelsfirmen vermietet und von diesen zur zollfreien Einfuhr, Lagerung, Weiterverarbeitung und Veredelung der aus dem Zollvereinsgebiet importierten Waren genutzt wurden. Solche Niederlagen gab es insbesondere in den Hansestädten Bremen und Hamburg, die aus handelspolitischen Erwägungen dem Zollverein zunächst ferngeblieben waren, und dienten dem zollfreien Handel mit dem jeweiligen Hinterland. Nach dem Beitritt der Hansestädte zum Zollverein im Jahre 1888 wurden die Niederlagen aufgelöst und stattdessen abgegrenzte Freihafengebiete für den zollfreien Handel mit dem Ausland ausgewiesen.

## Bremen
1852 erwog Bremen erstmals durch Bürgermeister Arnold Duckwitz die Einrichtung einer Zollvereinsniederlage. 1854 verhandelten Duckwitz und Johann Smidt mit den Vertretern des Zollvereins, wie Waren aus dem Zollvereinsgebiet behandelt werden sollten. Ein Hauptzollamt in Bremen sowie Zollämter in Bremerhaven und Vegesack sollten eingerichtet und die Zollgrenzen verändert werden unter Einbeziehung eines Geländes um den Bahnhof Bremen-Sebaldsbrück. Ein weiterer Vertrag vom 26. Januar 1856 wurde geschlossen der u. a. weitere Gebietsregelungen (zu Hollerland, Borgfeld und Wümmedeich, linkes Ochtumufer) vorsah und die Weserzölle aufhob. Die Bremer Zollvereinsniederlagen im Freihafen am Standort Weserbahnhof und an der Tiefer wurde damit begründet. Der Weserbahnhof wurde bis 1860 dazu neu gebaut. In Bremerhaven wurde 1866/67 das Zollfreigebiet um von Preußen erworbene 150
 Morgen Land vergrößert und die Kaiserhafen konnten gebaut werden (1875/77). Die Zollvereinsniederlagen bestanden bis zum Beitritt Bremens zum Deutschen Zollverein 1888. Anlass war der 1854 erfolgte Beitritt Hannovers und Oldenburgs zum Deutschen Zollverein, wodurch Bremen von seinem Hinterland abgeschnitten wurde.

## Hamburg

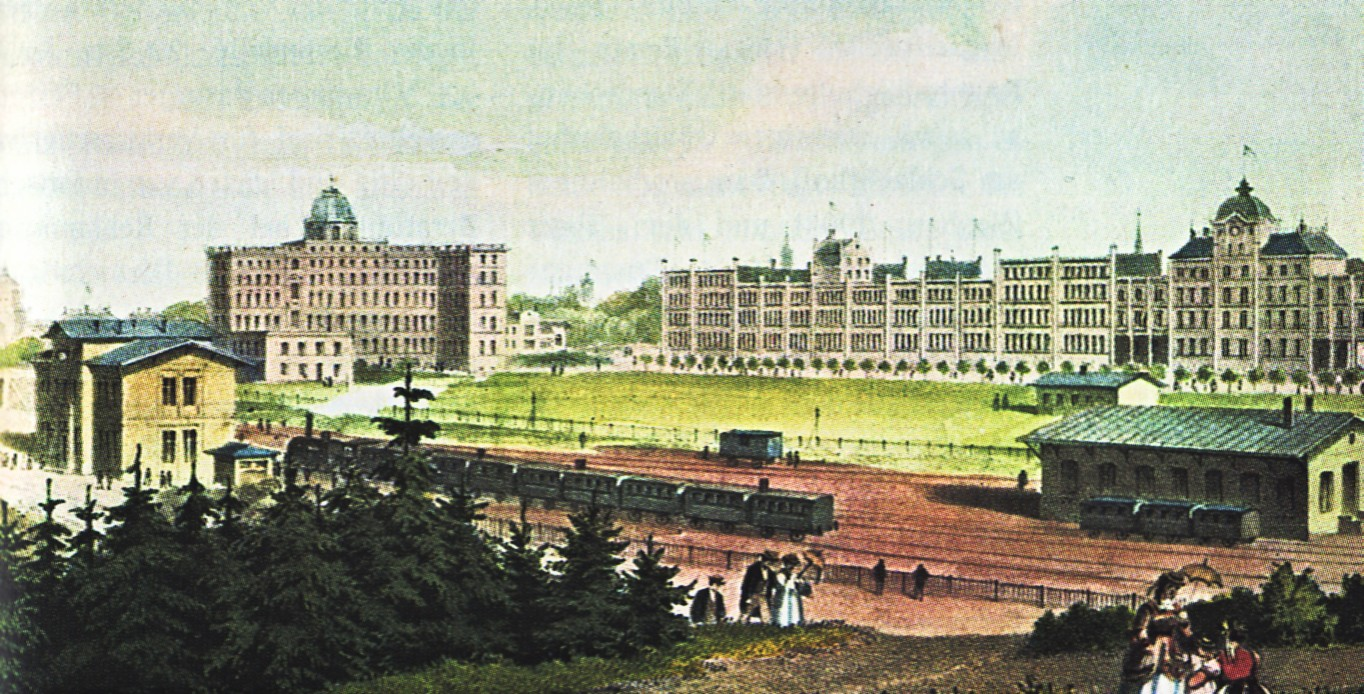
Die Zollvereinsniederlage in Hamburg auf einer Lithografie von Wilhelm Heuer, davor die Hamburg-Altonaer Verbindungsbahn mit dem ersten Bahnhof Sternschanze

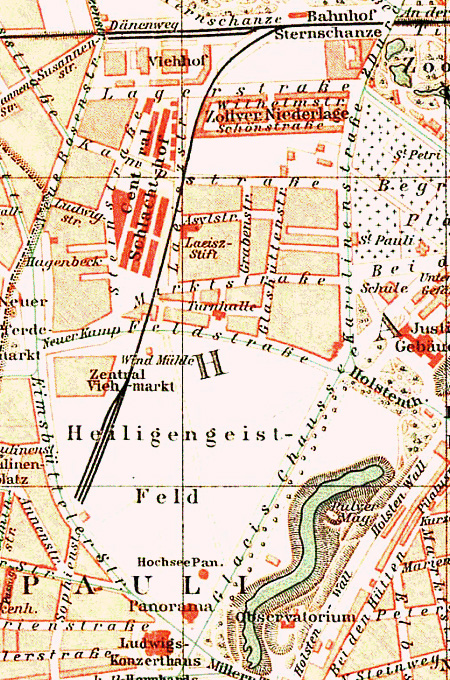
Die Hamburger Zollvereinsniederlage in einem Stadtplan von 1890 (oben, an der Lagerstraße)

In Hamburg wurde die Gründung einer Zollvereinsniederlage notwendig, nachdem 1864 Holstein und 1866 das Königreich Hannover in den preußischen Staat und somit auch in den Zollverein integriert wurden. Da Hamburg auch nach seinem 1867 erfolgten Beitritt zum Norddeutschen Bund weiterhin auf seinem Freihafenstatus beharrte, wurde das Umland zolltechnisch abgeschnitten. Dies führte zu einer verstärkten Abwanderung produzierender Betriebe ins Umland, z. B. nach Ottensen, welches einer zeitgenössischen Klage zufolge aus „einem Dorfe mit Klopstocks Linde und ein paar Strohdächern zu einer ansehnlichen Stadt mit einer großen Anzahl bedeutender Geschäfte und Engros-Lägern auf Hamburgs Unkosten umgewandelt wurde und die fiscalischen Einnahmen aus diesen Geschäften unserer Vaterstadt verloren gingen.“
Nach längeren Auseinandersetzungen um den geeigneten Platz wurde der ausgedehnte Lagerhauskomplex 1869/70 entlang der Hamburg-Altonaer Verbindungsbahn in unmittelbarer Nähe des Bahnhofs Sternschanze errichtet. Architekt war Hugo Stammann.
Betrieben wurde die Zollvereinsniederlage von einer Aktiengesellschaft, deren Aktien sich zu zwei Dritteln in Privatbesitz und zu einem Drittel im Besitz der Freien und Hansestadt Hamburg befanden. Erster Verwaltungsratsvorsitzender war der Reeder August Joseph Schön (1802–1870), der sich besonders für die Gründung der Niederlage eingesetzt hatte.
Nach dem Zollanschluss 1888 und der gleichzeitigen Eröffnung des Freihafens in der Speicherstadt ging die Zollvereinsniederlage vollständig in den Besitz der Stadt über. Durch den Verlust des Zollsonderstatus verlor das Gewerbegebiet jedoch bald an Attraktivität, so dass ein Teil der Lagerfläche an verschiedene Behörden, darunter das Bekleidungsamt des IX. Armee-Korps, vermietet wurde. Nachdem auch Pläne zum Umbau in Fabrikhallen sich nicht realisierten, wurden die Gebäude nach und nach abgerissen, um Platz für die Erweiterung des benachbarten Schlachthofes, des Bahnhofs Sternschanze oder zuletzt für den Bau des Hamburger Fernsehturms zu schaffen.
Heute erinnert nur noch der Name der Lagerstraße in den Stadtteilen St. Pauli und Sternschanze an den einstigen Lagerhauskomplex.